# ГЕС Rénzōnghǎi
ГЕС Rénzōnghǎi (仁宗海水电站) — гідроелектростанція у центральній частині Китаю в провінції Сичуань. Знаходячись перед ГЕС Jīnwō, становить верхній ступінь каскаду на річці Tiánwānhé, правій притоці Дадухе, яка в свою чергу є правою притокою Міньцзян (впадає ліворуч до Янцзи). 
Ресурс із Tiánwānhé захоплюють за допомогою невеликої водозабірної споруди, після чого транспортують його по тунелю довжиною 8,9 км до водосховища Rénzōnghǎi, створеного на правій притоці Tiánwānhé. Тут звели кам’яно-накидну греблю із геомембраною висотою 56 метрів, довжиною 844 метра та шириною по гребеню 8 метрів. Вона утримує водосховище з об’ємом 112 млн м3 (корисний об’єм 91 млн м3) та припустимим коливання рівня поверхні між позначками 2886 та 2930 метрів НРМ. 
Зі сховища через правобережний гірський масив прокладено головний дериваційний тунель довжиною 7,4 км, який подає воду для  двох турбін типу Пелтон потужністю по 120 МВт. Вони використовують напір у 615 метрів та забезпечують виробництво 1080 млн кВт-год електроенергії на рік.